# Richard Saint Clair
Richard St. Clair (ook: Saint Clair; Jamestown (North Dakota), 21 september 1946) is een Amerikaans componist, muziekpedagoog en pianist.

## Levensloop
De familie van Richard St. Clair vertrok in 1947 naar Grand Forks (North Dakota), een stad met een groter muzikaal en cultuur-aanbod. De muzikale ervaringen zijn de basis voor zijn muzikaal leven. Allebei zijn ouders waren amateurmusici. Zijn grootvader aan moeders kant was muziekdirecteur en speelde en onderwees vele verschillende instrumenten. Zijn grootmoeder aan moeders kant was pianoleraar. Zijn vaderlijke grootmoeder was een begaafde pianist. Op 4-jarige leeftijd begon hij met pianolessen. Op 16-jarige leeftijd begon hij met composities, hoofdzakelijk voor orgel en koor.
St. Clair studeerde aan de Harvard-universiteit in Cambridge (Massachusetts), waar hij in 1969 zijn Bachelor of Arts in Music Composition met cum laude behaalde. Aan dezelfde universiteit behaalde hij zijn Master of Arts in Music Composition (1973) en promoveerde tot Ph.D. in Music Composition (Philosophiæ Doctor) in 1978. Hij bestudeerde samenstelling met Roger Sessions, Leon Kirchner, Earl Kim en David Del Tredici en bestudeerde piano met Paul Lundquist, Earnest Harris en Leonard Shure. Hij maakte zijn professioneel debuut als componist met het uitvoeren van zijn Piano Piece no. 1 bij het Marlboro Music Festival in 1967.
In 1969 en 1970 doceerde hij piano aan het New England Conservatory in Boston (Massachusetts) en van 1973 tot 1977 aan zijn Alma Mater, de Harvard-universiteit in Cambridge (Massachusetts). Hij heeft ook op de muziekfaculteit van Phillips Exeter Academy en Phillips Academy (Andover) gediend.
Een van zijn muzikale kern-uitingen is der verwerking van liefde in de muziek. Volgens hem is het niet belangrijk of jij dodecafonisch of meer in een traditionele stijl componeert. Vanwege de kwaliteit moet het centraal staan, dat de muziek een hart, diepte en integriteit heeft en zij moet van het hart komen en naar het hart toegaan omdat muziek een universale taal is.
Als componist schreef hij tot nu (2010) meer dan 130 werken voor vele genres. Hij verblijft met zijn vrouw in Cambridge (Massachusetts).

## Composities

### Werken voor orkest
- 1969-1970 Concerto a Capriccio, voor piano en orkest, opus 16
- 1990 Elegy - In memory of Leonard Bernstein, voor orkest, opus 58
- 1990-1997 Jeux d'Esprit (Concerto), voor klarinet en orkest, opus 95
- 1995 Ricercare, voor orkest, opus 87
- Symfonie (nog niet afgesloten)

### Werken voor harmonieorkest
- 1971-1972 Double Concerto "Amen Concerto", voor twee piano's en harmonieorkest, opus 31
- 1990 Overture to "Beowulf", voor harmonieorkest, opus 63

### Missen en gewijde muziek
- 1963-1964 Prophecy of Micah, voor gemengd koor en orgel (of piano), opus 1
- 1963-1964 Lamb of God, voor gemengd koor a capella, opus 1A
- 1989-1990 The Twenty-Third Psalm, voor zesstemmig gemengd koor (SAATBB), opus 46
- 1989-1990 The Twenty-Third Psalm, voor gemengd koor (SATB), hoorn en trombone, opus 46a
- 1990-1991 Missa Syllabica, voor gemengd koor, opus 51 - tekst: Latijnse Mis-Ordinarium
- 1990 Lord, Make Me An Instrument, voor gemengd koor, opus 52 - tekst: St. Francis
- 1990 Heaven, dialoog tussen een gemengd koor en een echo koor, opus 52a - tekst: George Herbert
- 1990 Three Prayers, voor gemengd koor, opus 53
  1. Serenity Prayer
  2. The Lord's Prayer
  3. Benediction
- 1990 Magnificat, voor vrouwenkoor, opus 56
- 1997 Today's Lord's Prayer, voor gemengd koor, opus 96
- 2009 There Is A Spirit, voor gemengd koor - tekst: James Nayler (1660)

### Werken voor koren
- 1969-1995 Alas, Good Friend, voor gemengd koor, opus 83 - tekst: Percy Bysshe Shelley
- 1971 Peace Is Life voor gemengd koor, opus 29 - tekst: anoniem
- 1971-1972 Yonder, voor dubbel gemengd koor, opus 30 - tekst: Gerard Manley Hopkins, "The Leaden Echo and the Golden Echo"
- 1975-1995 A Higher Glory, voor gemengd koor, opus 82
- 1989 Help Me, O Power Above, voor gemengd koor, opus 41 - tekst: van de componist
- 1990 The Windhover, voor vierstemmig vrouwenkoor, opus 50 - tekst: Gerard Manley Hopkins
- 1990 Madrigals for Spring, voor gemengd koor (SSAT), opus 61 - tekst: Poëtische fragmenten van Percy Bysshe Shelley
- 1990 Love-Canzonettes, voor dubbel gemengd koor, opus 62 - tekst: John Dryden
- 1990 The Clear Vision, voor mannenkoor, opus 64 - tekst: John Greenleaf Whittier
- 1994-1995 Evening Anthem, voor gemengd koor, opus 85 - tekst: van de componist
- 1995-1996 In Praise of Our Loves, voor gemengd koor en kamerorkest, opus 90
- 1996 Three Short Sandburg Choruses, voor unisono koor (SA) of (TB), opus 91 - tekst: uit Sandburg's "Chicago Poems"
  1. Fog
  2. Nocturne in a Deserted Brickyard
  3. Grass
- 1997 Flower of the Dharma, voor gemengd koor, piano en slagwerk (ook voor gemengd koor en orkest), opus 93
- 1997 Two Songs of Innocence, voor gemengd koor, opus 99 - tekst: William Blake's "Songs of Innocence." No. 1: On the Ecchoing Green; no. 2: Night
- 1993-1997 Ascent, voor kleine koor van hoge stemmen (of voor twee sopranen en een alt), opus 100 - tekst: Anne Morrow Lindbergh
- 2010 Kisamboge: A Dharma Celebration voor gemengd koor - tekst: Shan-tao (China 613-683 C.E.)

### Vocale muziek
- 1968 She Weeps over Rahoon, voor contralt en piano, opus 5 - tekst: James Joyce
- 1969 Two Songs, voor bariton en piano, opus 11 - tekst: William Mullen
- 1968-1969 Images of Tintern Abbey, voor tenor, klarinet, 2 violen, altviool en cello, opus 12 - tekst: William Wordsworth
- 1970 Songs of a Wayside Inn, voor mezzosopraan en piano, opus 22 - tekst: Henry Wadsworth Longfellow
- 1970-1971 Six Songs, voor sopraan en piano, opus 28 - tekst: Kenneth Patchen
- 1975/1989 A Round for Machaut, voor sopraan, alt, tenor, bas en kamerkoor, opus 40
- 1990 Moabit Liederbuch, voor sopraan en piano, opus 66 - tekst: Sonnetten van Albrecht Haushofer
- 1994-1995 Desert Hallucinations, voor bariton en cello, opus 78 - tekst: Donald Rubinstein
- 1995 Song of Tolerance, voor sopraan, alt, tenor, bas en piano, opus 79 - tekst: van de componist
- 1990-1995 High Flight - In memory of the crew of the space shuttle, USS Challenger, which was destroyed in 1986 after launch, voor solo sopraan en gemengd koor, opus 81 - tekst: John G. Magee, Jr.
- 1996 Equinox, voor tenor en piano, opus 88 - tekst: William Mullen
- 1997 Songs of the Pure Land, voor mezzosopraan en piano, opus 101 - tekst: Japanse gedichten van Honen Shonin (1133-1212), een vooraanstaande leraar van Boeddhisme in het oude Japan
- 1998 The Lamentations of Shinran, voor sopraan, tenor en strijkkwartet, opus 104 - tekst: van Shozomatsu Wasan, naar Shinran Shonin (1173-1262)
- 1999 Songlets, voor mezzosopraan, klarinet en piano, opus 106 - tekst: op haiku gedichten van Issa Kobayashi
- 2000 Owl Night, voor sopraan en piano, opus 112 - tekst: Susan Spilecki, "Owl Night"
- 2005 Songs from the Chinese, 10 liederen voor sopraan, dwarsfluit, contrabas en piano - gebaseerd op San Chu gedichten vanuit de Yuan-dynastie

### Kamermuziek
- 1967-1968 Dreamscapes, voor viool en piano, opus 6
- 1968 Three Movements, voor viool en piano, opus 7
- 1970 Duo-Sonata, voor twee violen, opus 20
- 1970 Trio, voor dwarsfluit, cello en piano, opus 25
- 1972 Color Studies "Transfiguration", voor strijktrio (viool, altviool en cello), opus 33
- 1975 Canzona, voor strijkkwartet, opus 36
- 1990 Strijkkwartet nr. 1, opus 59
- 1990-1996 Eucaphonies, voor koperkwintet, opus 89 (Oude titel: The Ancient Art: Hocquetus-Motet)
- 1991-1993 Strijkkwartet nr. 2, opus 71
- 1994 rev.1996 Acadia Rhapsody, voor trompet, viool en piano, opus 76
- 1996 Inventings, voor dwarsfluit en hobo, opus 92
- 1999 Seven Dhamma Lessons, voor spreker, dwarsfluit, hobo, piano en slagwerk, opus 107
- 2000 Sonata, voor klarinet en piano, opus 108
- 2000 From "Children of the Sparrow", muzikale reacties op een haiku van Robert Gibson voor spreker, dwarsfluit en piano, opus 113
- 2001 Song of Sorrow, In Memory of Sept. 11, 2001, voor viool en piano, opus 114
- 2005 Strijkkwartet nr. 3
- 2005 Outburst voor contrabas en piano
- 2006 Explorations voor klarinet en piano
- 2009 The Hermit voor contrabas
- 2009 An Idyll voor dwarsfluit
- 2010 Energies for 4 Players voor dwarsfluit, viool, contrabas en piano

### Werken voor orgel
- 1990 Testimonium, opus 48 - (gecomponeerd ter hulde aan John Raymond Ferris, dirigent van de Harvard University Choir)
- 1990 Two Classic Chorales
- 2006 Streams of Consciousness {Commissioned by Carson Cooman}
- 1972-2009 Organ Mass

### Werken voor piano
- 1966 Piano Piece no. 1, opus 3 (gecomponeerd voor het "Marlboro Festival of Music" in de zomer van 1967)
- 1967 Piano Piece no. 2, opus 4
- 1968-1969 Sonata no. 1, opus 8
- 1969 Serenade, opus 9
- 1969 Fantasy, opus 10
- 1969 Medley, voor piano vierhandig, opus 13
- 1969 Toccata-Rag, opus 14
- 1968-1970 Four Concert Dances, opus 15
- 1970 Two Piano Pieces, opus 17
- 1970 Sonata no. 2, opus 18
- 1970 Four Short Pieces - Musical impressions or take-offs of four songs by the Beatles, opus 19
- 1970 Eight Piano Pieces for Children, opus 21
- 1970 Five Folk-Pieces, opus 23
- 1970 Four Preludes and Counterpoints, opus 24
- 1970 Allegro in F, opus 26
- 1971 Sonata no. 3, opus 27
- 1972 Batik, opus 32
- 1973 Sonata no. 4, opus 34
- 1974 Sonata no. 5, opus 35
- 1973-1976 Seven Dedications - in honor of Aaron Copland, Igor Stravinsky, Charles "Carl" Sprague Ruggles, Charles Ives, Alan Hovhaness, Roger Sessions and Arnold Schoenberg, opus 39
- 1989 Ragañera, opus 42
- 1989 Champion Rag, opus 43
- 1989 Ragtime Serenade, opus 44
- 1989 Blue Rag Espagnole, opus 45
- 1989 Sentimental Rag, opus 42
- 1989-1990 Starry-eyed Rag, opus 49
- 1989 Iron Filings, opus 60
- 1989 Short and Sweet Rag, opus 70
- 1989 Sparkling Rag, opus 72
- 1989 Persistence Rag, opus 75
- 1989-1990 Etiquette Rag, opus 80
- 1990 Jubilant Rag, opus 54
- 1990 Peloponnesian Rag, opus 55
- 1990 Fancy-Foot Rag, opus 57
- 1990 Amendments, opus 65
- 1990-1992 Variations on a Hallowe'en Costume, opus 68
- 1990-1997 Suite for the Piano Alone, opus 102
- 1993 Plaint for Somalia, opus 69
- 1993-1994 Ballade in D for Piano, opus 77
- 1994 ...suggestions..., opus 73
- 1994 Moon Flowers (50 Haiku-Moments for Solo Piano), opus 74
- 1994-1995 Sonata no. 6, opus 84
- 1997 Ragtime Sonata (Sonata no. 7), opus 97
- 1997 Beautiful Mountain Rag, opus 98
- 1998 Tango Request, opus 103
- 2000 Nocturne in G, opus 109
- 2000 Odysseus Rag, opus 110
- 2000 Five Thoughtful Pieces, opus 111
- 2008 Sonata no. 8
- 2008 Surprises
- 2009 Six Strange Waltzes
- 1995-2009 Ballade no. 2
- 2010 Animations
- 1998-2012 Bachiana Dodecafonica: 6 Preludes and Fugues
- 2010 Introduction to the Piano: 32 Piano Pieces for Beginning Pianists
- 2010 Fantasy Impromptu
- 2012 Ballade no. 2 (Revised and enlarged 2012)
- 2012 Fleeting Moments

### Werken voor klavecimbel
- 1990/1998 Toccata Moderna, opus 105
- 2003-2005 Six Whimsical Miniatures, voor klavecimbel (of piano)

### Werken voor beiaard
- 1964 Statement for Bells, opus 2
- 1997 Diamond Cutter, opus 94